# Moundridge
Moundridge és una població dels Estats Units a l'estat de Kansas. Segons el cens del 2000 tenia 1.593 habitants.

## Demografia
Segons el cens del 2000, Moundridge tenia 1.593 habitants, 647 habitatges, i 419 famílies. La densitat de població era de 585,8 habitants/km².
Dels 647 habitatges en un 28,7% hi vivien nens de menys de 18 anys, en un 58% hi vivien parelles casades, en un 4,9% dones solteres, i en un 35,1% no eren unitats familiars. En el 31,2% dels habitatges hi vivien persones soles el 17,2% de les quals corresponia a persones de 65 anys o més que vivien soles. El nombre mitjà de persones vivint en cada habitatge era de 2,31 i el nombre mitjà de persones que vivien en cada família era de 2,9.
Per edats la població es repartia de la següent manera: un 22,5% tenia menys de 18 anys, un 6,6% entre 18 i 24, un 24,9% entre 25 i 44, un 19,6% de 45 a 60 i un 26,4% 65 anys o més.
L'edat mediana era de 42 anys. Per cada 100 dones de 18 o més anys hi havia 85,4 homes.
La renda mediana per habitatge era de 37.644 $ i la renda mediana per família de 44.934 $. Els homes tenien una renda mediana de 34.038 $ mentre que les dones 20.223 $. La renda per capita de la població era de 19.263 $. Entorn del 2,1% de les famílies i el 4,7% de la població estaven per davall del llindar de pobresa.

## Poblacions més properes
El següent diagrama mostra les poblacions més properes.